# Bartholomeus Eggers

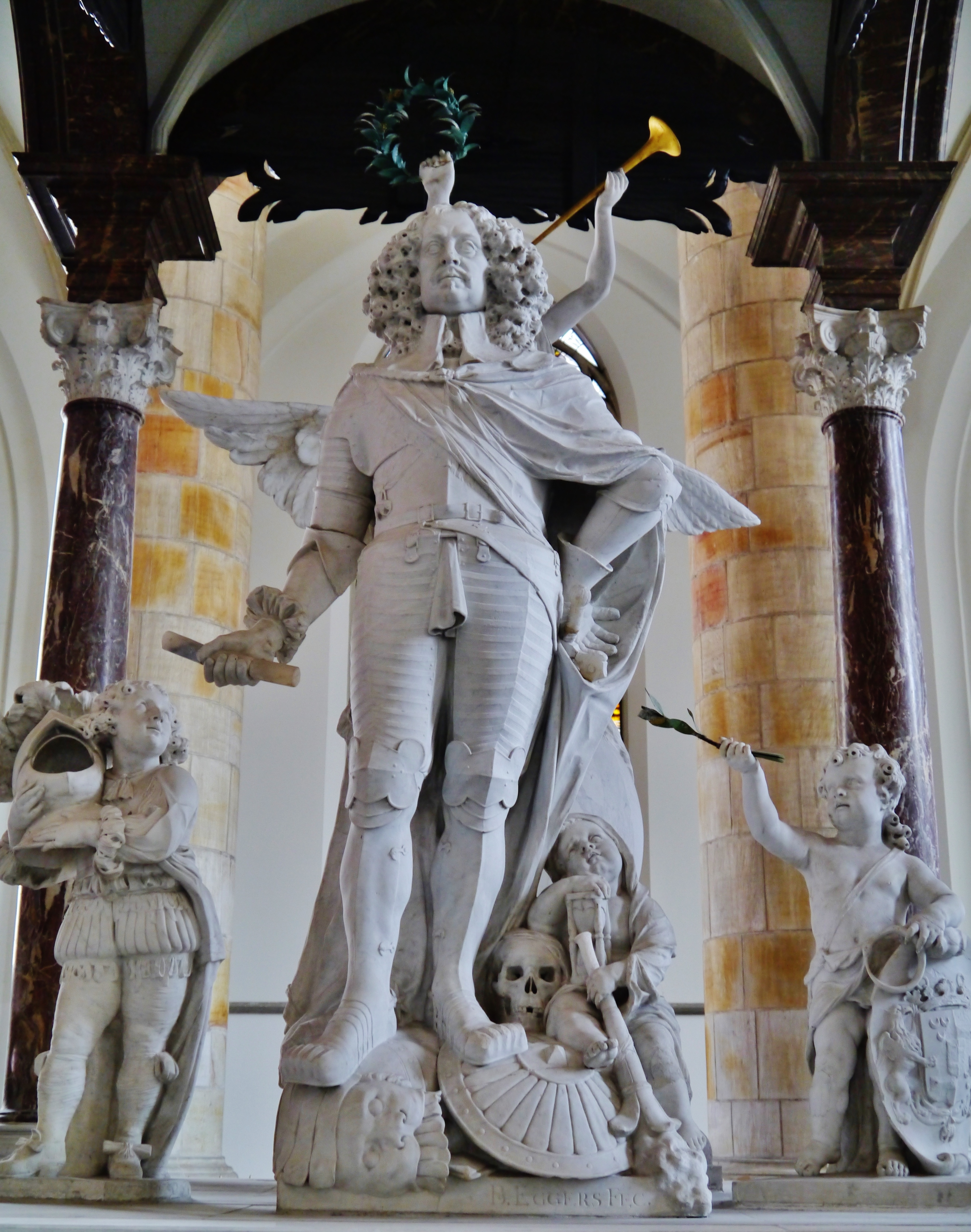
Grafmonument van Jacob van Wassenaer Obdam

Bartholomeus Eggers (Antwerpen, ca. 1637 – Amsterdam, voor 23 februari 1692) was een Vlaams beeldhouwer, die na zijn opleiding in zijn geboortestad Antwerpen het grootste deel van zijn actieve loopbaan in de Republiek der Zeven Verenigde Nederlanden doorbracht. Hier werkte hij aanvankelijk samen met andere Vlaamse beeldhouwers aan de beeldhouwversieringen voor het nieuwe stadhuis in Amsterdam, een project dat onder leiding stond van Artus Quellinus de Oude. 
Hij werkte aan verschillende openbare projecten en aan opdrachten voor vooraanstaande hoven in Europa. Hij is bekend om zijn portretten, funeraire sculpturen, reliëfs, kinderbeelden en allegorische, bijbelse en mythologische beelden. Hij was, samen met Artus Quellinus de Oude en Rombout Verhulst, een van de belangrijkste beeldhouwers die in de tweede helft van de 17e eeuw in de Republiek der Zeven Verenigde Nederlanden actief waren..

## Leven en werk
Bartholomeus Eggers werd geboren in Antwerpen als zoon van Bernaert Eggers, een tuinman, en Elisabeth van Ouwenhuysen (of Oudenhuysen). Hij had een broer, Jacob (of Jacobus), die ook beeldhouwer werd, maar relatief jong stierf. In het gildejaar 1646-1647 werd Bartholomeus ingeschreven in het Antwerpse Sint-Lucasgilde als leerling van Pieter Verbruggen (I). Het gildenregister vermeldt dat hij een arme leerling was die zijn gildenbijdragen niet betaalde. 

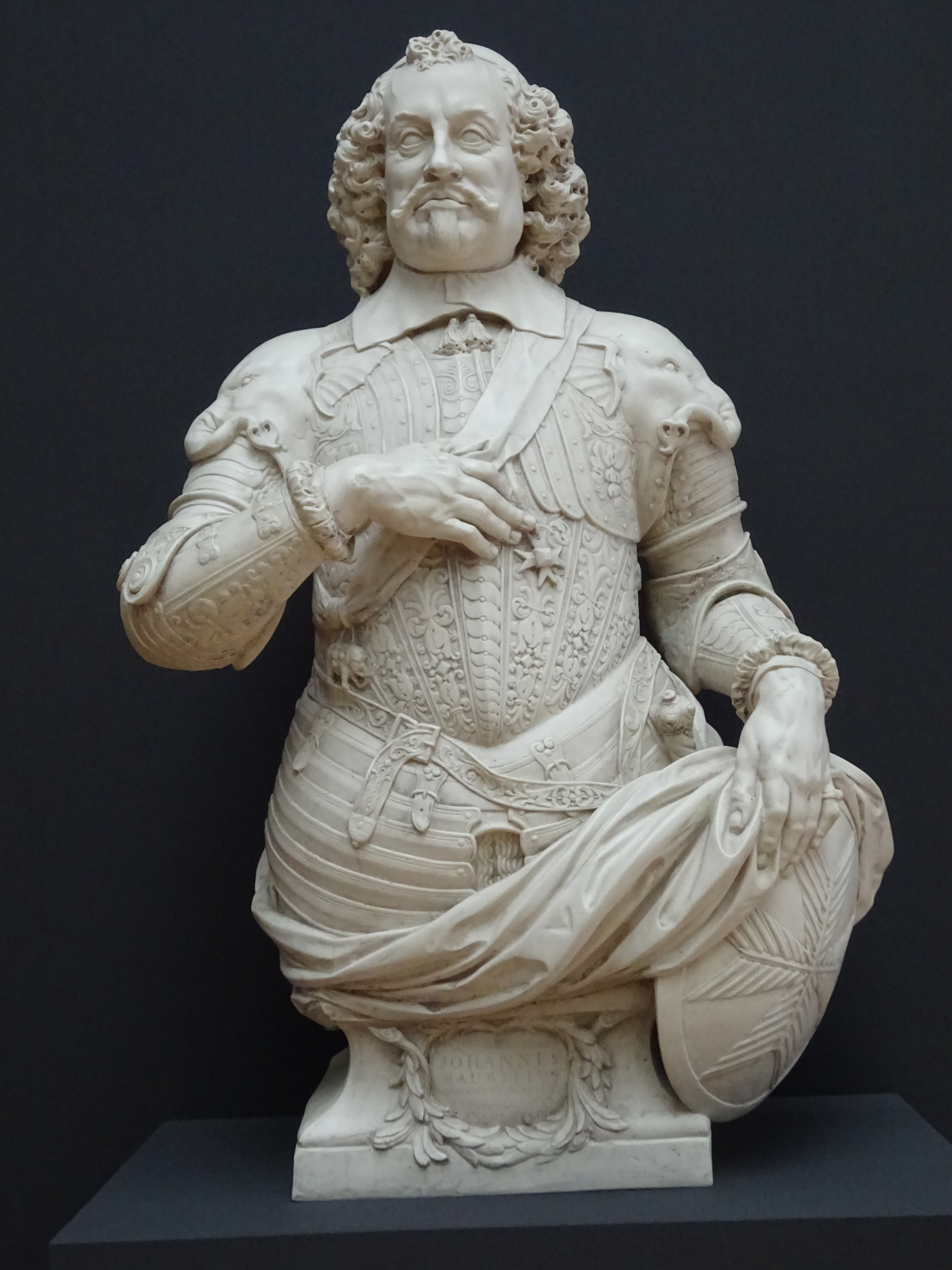
Buste van prins Jan Maurits (kopie)

Begin jaren 50 vestigde hij zich in Amsterdam. Hij werkte er mee aan de decoratie van het nieuwe stadhuis onder leiding van Artus Quellinus, de zwager van Verbruggen. Quellinus nodigde vele beeldhouwers uit zijn geboortestad Antwerpen uit om hem te helpen bij de uitvoering van dit project. Velen van hen, zoals zijn neef Artus Quellinus II, Rombout Verhulst en Gabriël Grupello, zouden op hun beurt vooraanstaande beeldhouwers worden. Eggers was ook een van de beeldhouwers die Antwerpen verlieten om tussen 1650 en 1654 in Amsterdam aan dit grootschalige project mee te werken. Zijn precieze bijdragen zijn niet te achterhalen, omdat het een samenwerkingsproject betrof. De sculpturale decoraties in het Amsterdamse stadhuis vestigden de internationale reputatie van Quellinus en zijn werkplaats en zouden leiden tot veel meer buitenlandse opdrachten voor het Quellinus-atelier, onder meer in Duitsland, Denemarken en Engeland. Dit droeg bij tot de verdere verspreiding van het Vlaamse barokidioom in Europa. Mogelijk was hij ook betrokken bij de vervaardiging van het grafmonument voor Feldmarschall Otto von Sparr in de Marienkirche in Berlijn, een opdracht aan Quellinus uit 1663.

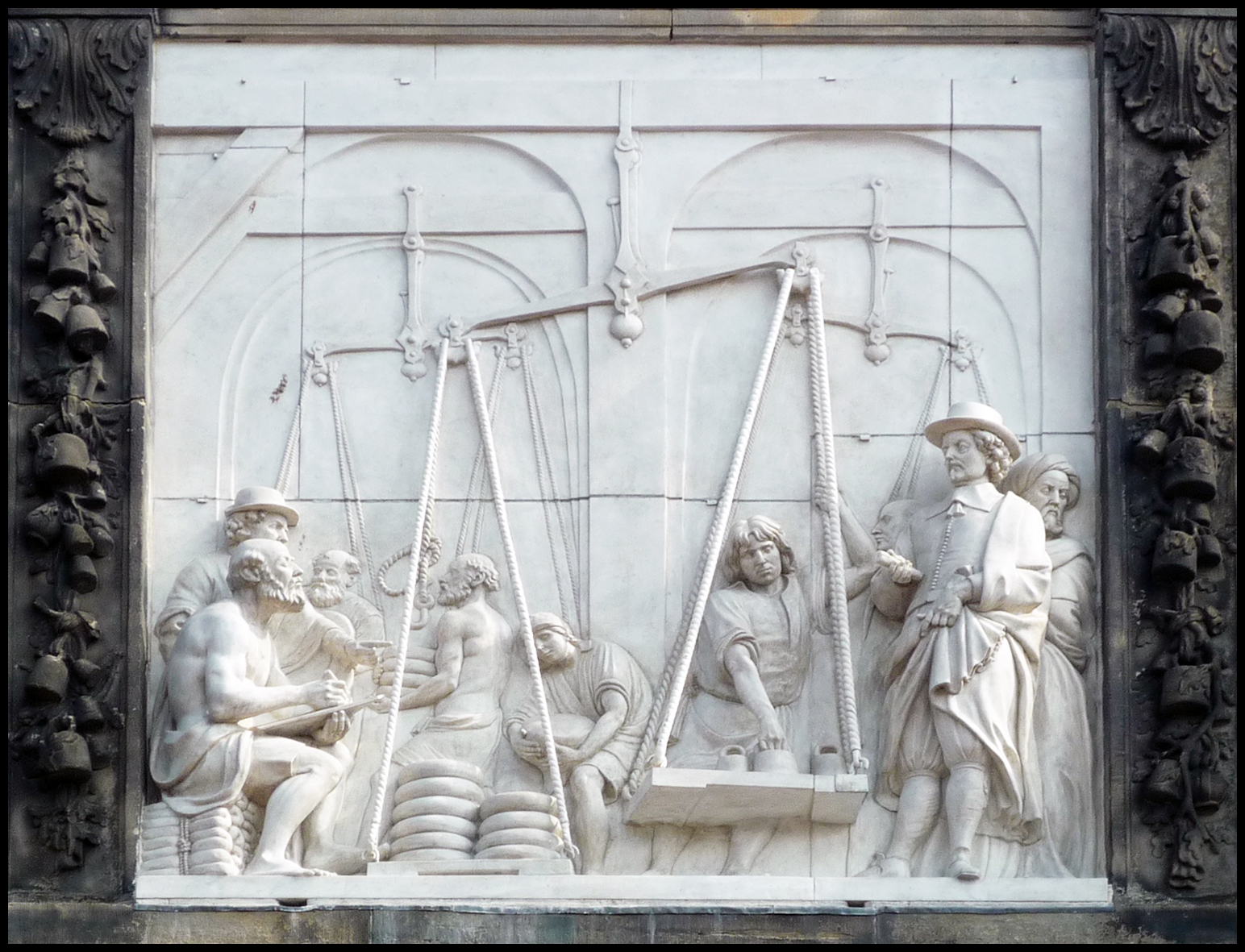
Relief op de Waag in Gouda

In 1663 trad hij toe tot het gilde in Amsterdam, en vestigde toen ook een zelfstandige werkplaats. In 1665 verhuisde hij naar Den Haag, waar hij lid van het gilde werd. Hij maakte er het grote grafmonument voor Jacob van Wassenaer Obdam in de Grote Kerk (1665-1667) naar eigen ontwerp. Ook schiep hij het reliëf aan de waag in Gouda uit 1668 en voegde hij een beeld toe aan het door Rombout Verhulst vervaardigde grafmonument (1669) in de kerk van Midwolde. 
In de jaren 1670 was Eggers teruggekeerd naar Amsterdam. Hier trouwde hij op 19 februari 1672 met Margreta Ruytiers (geboren 1651). Het echtpaar kreeg in 1674 een dochter, Johanna Margaretha, die later trouwde met Cornelis Stichter, een uitgever en boekhandelaar. 
Eggers kreeg veel opdrachten van Frederik Willem, keurvorst van Brandenburg. Hij maakte voor hem onder andere vierentwintig marmeren portretbustes van Romeinse keizers en hun echtgenotes (Berlijn, tuinen van het Schloss Charlottenburg) en veertien marmeren standbeelden van de keurvorsten van Brandenburg (Potsdam, Schloss Sanssouci). Ook graaf Johan Maurits van Nassau-Siegen, de bouwer van het Mauritshuis in Den Haag, was een belangrijke opdrachtgever. 